# 沙克沙山
9°35′8″S 77°22′8″W / 9.58556°S 77.36889°W

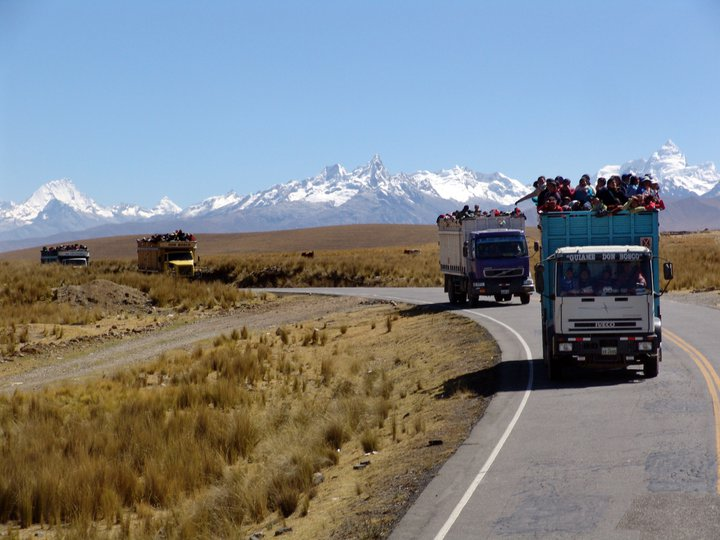

沙克沙山（西班牙語：Shacsha），是秘魯的山峰，位於安卡什大區，處於萬特桑山西南面、烏爾瓦什拉胡山以西和瓦拉斯東南面，屬於布蘭卡山脈的一部分，海拔高度5,703米。